# Мсуати II
Мсуати II, известен още като Мсуази, Мавусо и Мдвусо, е крал на Свазиленд от 1840 до 1868 г.
Роден около 1820 г., той е син е на Собхуза I и се жени за Мавусо II.
Мсуати II умира през 1868 г.